# Tarr György (festő)
Tarr György (Budapest, 1959. november 5. –) magyar festőművész, restaurátor. Kajdacs díszpolgára (2015).

## Családja
Tarr Erika újságíró feleségével közösen három gyermekük van. Tarr György  édesapja id. Tarr Béla díszlettervező volt, többek között a Magyar Állami Operaházban, édesanyja, Tarr Mari, a Madách Színház elismert súgónője. Testvére Tarr Béla filmrendező.

## Élete
Középiskolai tanulmányait a Képző- és Iparművészeti Szakközépiskola esti tagozatán egészítette ki. Az érettségit követően az Állami Operaház festőműtermében dolgozott, ahol édesapja, id. Tarr Béla több évtizeden keresztül műteremvezetőként alkotott. 1979-1982. közötti időszakban az Országos Műemléki Felügyelőség restaurátor csapatában szerzett falkép restaurátori gyakorlatot. A Magyar Képzőművészeti Egyetem Restaurátor Tanszékén 1988-ban szerzett diplomát, falképre szakosodva.
Azóta önálló művészként dolgozik, elsősorban a Magyar Katolikus Egyház megbízásainak tesz eleget. 2014-ben megkapta a Sióagárd díszpolgára címet, mivel a falu ezzel fejezte ki köszönetét a templom belső felújításáért.

## Munkássága
Nevéhez ezidáig hatvan szakmailag zsűrizett restaurátori munka fűződik.
Megbízásai között olyan feladatok találhatók, mint a Máriabesnyői Kegytemplom restaurálása, továbbá a Váci Nagypréposti Palota falképeinek helyreállítása.
A művész tervez és kivitelez önálló dísz- és figurális festéseket az adott belső térnek megfelelően, illetve meglévő falfestéseket restaurál. Önálló alkotásai a neobarokk stílushoz köthetők. „Lehetséges barokk” című kiállításának képanyaga először 2008-ban Leányfalun került bemutatásra, majd 2009-ben Győrben és Budapesten is.

## Munkái

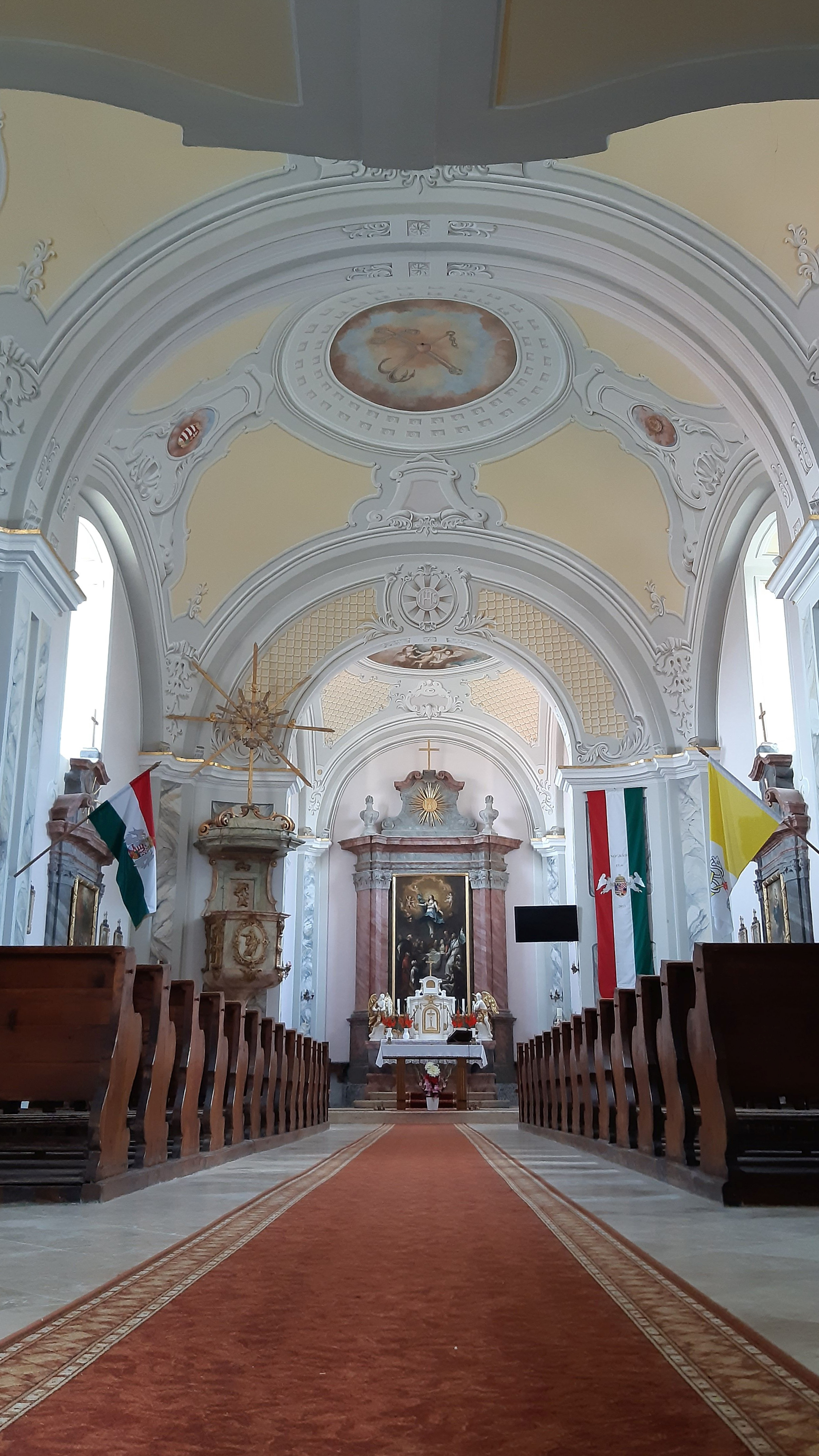
Nógrád, római katolikus templom

- Vasszécsény, római katolikus templom, rekonstrukciós festés, 1988
- Újpest, Szalézi templombelső tervezés, festés, kivitelezés 1989
- Osli, Barokk freskó restaurálása 1989
- Esztergom Főszékesegyház, hajó restaurálása 1989
- Szolnok, temetői templom, freskórestaurálás 1989
- Veresegyház, Falkép restaurálás, márványfestés 1989
- Esztergom, Főszékesegyház, Szent István kápolna restaurálása 1990
- Parádfürdő, Pannó restaurálása 1990
- Vasszécsény, Ó–Ebergényi kastély, barokk falkép restaurálása 1990–1991
- Izbég, Rk. templom, freskórestaurálás 1990
- Esztergom, Főszékesegyház stukkó domborművek restaurálása 1991
- Hévízgyörk, Freskórestaurálás 1991
- Székesfehérvár, Romkert, freskórestaurálás 1991–1994
- Győr, Polgárház, falképrestaurálás 1991
- Budapest, Lehel téri templom, rekonstrukciós festés 1992
- Máriabesnyő Kegytemplom, Loretói kápolna, rekonstrukciós festés 1992–1993
- Hajó–szentély barokk falkép restaurálása 1992
- Isaszeg, Falképek tervezése, kivitelezése 1992
- Sződ, Rk. templom, rekonstrukciós festés 1992
- Csömör, Rk. templom, festés tervezés, kivitelezés 1991–1993
- Vác, Fehérek temploma, rekonstrukciós festés 1994
- Budapest, Rákosliget Rk. templom, rekonstrukciós festés 1994
- Pilisszentkereszt, Rk. templom, festéstervezés, kivitelezés. Barokk falkép restaurálás 1995
- Vác, Székesegyház, freskórestaurálás 1995
- Dunabogdány, Kálvária templom, festéstervezés, kivitelezés. 1996
- Vác, Hétkápolna, barokk falképrestaurálás, festéstervezés, kivitelezés 1996
- Drégelypalánk Rk. templom, festéstervezés, kivitelezés 1996–1997
- Becsehely, Oltárképek restaurálása 1997
- Csömör, Temetői kápolna, falképrestaurálás 1998
- Nagykáta, Rk. templom, festés rekonstrukció 1997–1998
- Dejtár, Rk. templom, freskórestaurálás 1998
- Vecsés, Rk. templom, falképrestaurálás 1998
- Zsámbék, Rk. templom, freskórestaurálás 1998–1999
- Nógrádpatak, Oltárkép restaurálás 1999
- Dunabogdány, Rk. templom freskórestaurálás 1999
- Budapest, Ferences templom, Tövis u., freskórestaurálás 1999
- Pomáz, Rk. templom, falkép, és freskórestaurálás 1999–2000
- Nagykáta, Rk. templom, főoltárkép restaurálás 2000
- Mátészalka, Rk. templom, freskótervezés, kivitelezés 2000
- Szigetmonostor, Rk. templom, freskórestaurálás 2000–2001
- Aszód, Rk. templom, festéstervezés, kivitelezés 2000
- Vác, Nagypréposti Palota, freskó és falképrestaurálás 2001–2002
- Jobbágyi, Rk. templom, festés rekonstrukció 2001
- Vác, Karolina kápolna, festésrestaurálás 2001
- Bercel, Rk. templom, festéstervezés, kivitelezés 2002
- Budapest, Újlak, Rk. templom, festéstervezés, kivitelezés, freskórestaurálás 2002–2005
- Sümeg, Ferences templom, belső festés tervezése, kivitelezés, falképrestaurálás 2003–2007
- Hugyag, Rk. templom, belső festés restaurálás 2004–2009
- Nyergesújfalu, Rk. templom, belső festés restaurálás 2004–2006
- Budakalász, Rk. templom, festés tervezés, kivitelezés 2006
- Esztergom, Prímási palota, lépcsőház falképeinek restaurálása 2006
- Berkenye, Rk. templom, belső festés restaurálás, rekonstrukció 2007
- Bugyi, Rk. templom, belső estés restaurálás, rekonstrukció 2008–2009
- Budapest, Belvárosi Ferences templom, falkép feltárás, kutatás 2006
- Magyarnándor, Rk. templom, festés tervezés, kivitelezés 2008
- Dunabogdány, Szent Sebestyén kápolna, falképrestaurálás 2009
- Nógrád, Rk. templom, festés tervezés, kivitelezés. Barokk berendezés restaurálása 2009–2011
- Ipolyvece, Rk. templom, nagykupola festéstervezés, kivitelezés 2010–2011
- Dejtár, Rk. templom, belső festéstervezés, kivitelezés 2010–2011
- Budapest, Újlak: Segítő Szűz Kápolna, feltárás 2010
- Kerepes, Rk. templom, festésrestaurálás, rekonstrukció 2011
- Sióagárd Rk. Plébániatemplom. Teljes szecessziós belső festés rekonstrukció, restaurálás 2011–2012
- Nagydorog – Rk. Plébániatemplom – Fő– és mellékoltárok márványozása 2011
- Kakasd Rk. Plébániatemplom – Szentségi Jézus kápolna kifestése saját terv alapján 2011
- Pornóapáti Rk. Plébániatemplom. Teljes neobarokk belső festés restaurálás és rekonstrukció. 2012–2013
- Tatárszentgyörgy Rk. Plébániatemplom – Mennyezet rekonstrukció, falkép restaurálás 2012
- Zalaegerszeg – Jézus Szíve ferences plébánia templom – teljes belső kifestés; neobarokk; saját tervek alapján. 2013
- Sé – Plébániatemplom – festés, rekonstrukció 2014
- Torony, Plébániatemplom – teljes belső festés 2014
- Kajdacs - Sarlós Boldogasszony templom - teljes belső estés tervezés, kivitelezés - Kajdacs díszpolgára 2015
- Madaras R.k. Plébániatemplom - Szentélyfestés rekonstrukció 2015
- Szombathely, Szentkirály R.k. plébániatemplom - belső festés rekonstrukció 2015
- Tápiószentmárton, Szt. Márton főoltárkép festése 2016
- Kistarcsa Rk. Plébániatemplom - teljes belső festés rekonstrukció 2016
- Nagymaros, Rk. Plébániatemplom - teljes belső festés restaurálás, freskó restaurálás 2016-2019.
- Kajdacs  - Ybl mauzóleum - belső festés, restaurálás 2017
- Ipolyság (Szlovákia) - Rk. templom belső festés, tervezés, kivitelezés 2017
- Mosonszolnok Rk. plébániatemplom - belső festés, restaurálás, rekonstrukció - 2018-2019
- Horvátlövő Rk. plébániatemplom - belső festés, tervezés, kivitelezés 2018
- Szombathely, Püspöki Palota - Szent Pál terem - Pannók restaurálása 2018-2019
- Gencsapáti, Főoltárkép restaurálás - Rk. Plébániatemplom 2019
- Szombathely - Püspöki Palota - Díszterem - Franz Anton Maulbertsch mennyezetkép restaurálása 2019-2020
- Szentgotthárd - Ciszter templom hajó boltozat - Dorffmaister freskó restaurálás 2020
- XVII-XVIII. századi festmények restaurálása. Központi Szeminárium Budapest - Papnevelde 2021.
- Templom előtér mennyezetének restaurálása - Szentgotthárd - Plébánia templom 2021.
- Püspöki Palota díszterem - nyugati oldalfal restaurálása - Szombathely - 2022.
- Templomfestés, tervezés, kivitelezés - Ipolyfödémes - Szlovákia - 2022.
- Templomfestés, tervezés, kivitelezés - szentély - Csáb, Szlovákia 2022.
- Püspöki palota. Díszterem - Északi oldalfal restaurálása, Szombathely - 2022-23.